# Патерики
Патерики́ (грец. paterikon, лат. vita patrum від pater — батько) — життєписи і повчання святих отців Церкви, збірники оповідань про життя християнських святих отців, людей, які з Божою поміччю зробили великий внесок у розвиток Церкви — спільноти християн нашої планети.
Слід звернути увагу, що всі святі отці Церкви є святими, але не кожен святий є святим отцем. Тому прийнято розрізняти житія святих отців і житія святих, які не є отцями Церкви.
Патерики були складені в IV–VII ст. у чернечих громадах або написані мандрівниками-ченцями, які збирали по монастирях розповіді про подвижників, які прославилися своїми чудесами і працями во славу християнської віри. Серед них особливо відомі засновники монастирів і діячі чернечого руху — Антоній Великий, Герасим Йорданський, Пафнотій, Пахомій, Теодосій Великий, Макарій Єгипетський та багато ін. Однак не усі зі згаданих в патериках подвижники жили в той самий час. Очевидно, автори патериків і не дотримувалися суворих хронологічних рамок. У максимально доступній формі вони прагнули донести до чернецтва переказ про великих подвижників, життя яких стало би прикладом для наслідування, а їх поради і вислови допомогли б перебороти обставини життя пустельників. Цей факт пояснюється тим, що кожен з них будував своє життя, дотримуючись прикладу поведінки біблійних героїв. Застосування на практиці слів Священного писання приводило до того, що вчинки подвижників у оповіданнях П. були подібні до учинків деяких персонажів зі Старого і Нового завітів, супроводжувалися такими ж чудесами. Так, наприклад, батько Сисой сходить на небо, подібно старозавітному пророку Ілії, а старець Єфрем Сирін одержує такий же божественний сувій, як і пророк Ієзекіль. Подібно Ісусові, батьки Макарій і Віссаріон воскрешають мертвих і зціляють хворих, а Сергій володіє даром передбачати майбутнє.
Патерики розповідають про гідні подиву і наслідування вчинки, властиві не тільки подвижникам, а й мирянам. В одному оповіданні, наприклад, пастух за іменем Євхарист, дотримуючись християнських заповідей, веде життя боголюбиве і злиденнолюбиве. За це Євхарист ставиться в приклад двом ченцям самим Богом. В іншому оповіданні чернець Касіян переконує царя Костянтина в тому, що праведником можна бути і займаючи високе положення в суспільстві. Для цього, за його переконанням, необхідно вести життя зразкового християнина.
Написані простою, невигадливою мовою, патерикові оповідання проте різноманітні і захоплюючі. В основі цих оповідань лежать кілька основних мотивів: це опис подвигів аскетичного самозречення пустельників; сказання про загробні мучення грішників; оповідання про чудесні зцілення хворих, біснуватих; повесті про тварин, що допомагають пустельникам; розповіді про благочестивих дів, про боротьбу ченців з бесівським підступом; про покаяння і «спасіння» грішників і божественній нагороді, якої удостоюються злиденнолюбні ченці і миряни.
Незважаючи на подібність оповідань П. в описі подій і вчинках персонажів, кожен окремо узятий П. має свої, неповторні риси. У різний час і в різних країнах були складені такі П.: Синайський, Єгипетський, Скитський, Азбучний, Єрусалимський, Римський.
Синайський П., або «Луг Духовний», описує побут, головним чином, палестинського чернецтва. Його склав палестинський чернець Іоанн Мосх у VI–VII ст. після подорожей зі своїм другом Софронієм монастирями Палестини, Сирії, Єгипту, Рима. На відміну від інших П., Синайський П. наповнений найбільшим числом відомостей географічного й етнографічного характеру, а його твори відрізняються «белетристичним» характером і буяють елементами, що нагадують елліністичний пригодницький роман.
Особливою гостротою сюжету і яскравістю фарб в описі подій відрізняється, наприклад, цикл оповідань із Синайського П. про розбійників, що розкаюються. Так, «страшну повість», почуту ним від злодія, що розкаявся, розповів настоятель монастиря Гіган Іоанн. Цей злодій займався тим, що обкрадав могили. Але коли померла дівчина воскресла і, заговоривши, засудила злодія, він покаявся і постригся в ченці. В іншому випадку розбійник каявся у своїх гріхах протягом десяти днів. Свідченням його покаяння була знайдена після його смерті хустка зі сльозами, і він дістав прощення. Не завжди, однак, у оповіданнях П. розбійникові допомагали покаяння і чернеча риза. За порадою батька Зосима, один розбійник дев'ять років перебував у суворому пустельництві, але бачення безневинно убитих ним людей змусили його піти з монастиря і вмерти.
У Синайському П. багато оповідань про тварин, що віддано служили ченцям. Сюжет одного з них був навіть включений до складу «Житія» Герасима Йорданського, настоятеля монастиря Каламон. Це історія про те, як зцілений Герасимом лев служив йому протягом кількох років (пас осла, носив воду з Йордану), а після смерті Герасима вмер на його могилі.
Не менш популярним серед християнського чернецтва був Єгипетський П. Він складається з 2-х книг. Перша називається «Історія про єгипетських чорноризців». Написана в IV ст., вона присвячена описові життя ченців Нітрійської пустелі (у Середньому Єгипті). Друга — «Лавсаїк» — написана Палладієм, єп. м. Еленополіса в Малій Азії бл. 420 р. після його подорожей пустелями Єгипту, Лівії, Сирії, Палестини, Месопотамії і Сієни. Книга дістала таку назву тому, що була присвячена візантійському придворному Лавсу, аматорові сказань про чернецтво.
В оповіданнях цього П. найчастіше мова йде про «молчальників» — ченців, що по декілька років не виходили зі своїх печер-келій, проводячи час без їжі і води в молитвах і псалмоспіванні. За таку помірність у оповіданнях Єгипетського П. ангели зціляють ченців від різних недуг і приносять їм їжу. Майже кожне з таких оповідань супроводжується також описом боротьби пустельників з бісами і спокусами, яким вони піддаються. Біси пропонують пустельникам рясну їжу, заважають службі в церкві і навіть жорстоко б'ють пустельників. Особливо важко буває ченцеві розпізнати біса, коли той приймає різні обличчя: діви, наставника, ангела. За допомогою він, як правило, звертається до досвідченіших пустельників.
Життя й аскетичні подвиги єгипетського чернецтва описані також у Скитському, Азбучному й Єрусалимському П., складених у V–VI ст. У Скитські й Єрусалимському анонімні оповідання і виречення подвижників розподілені за тематичними розділами, назва кожного з яких відповідає якої-небудь чернечій чесноті (про странноприїмство, про розгляд, про сидіння в келії тощо). В Азбучному П. виречення подвижників і оповідання про них розташовані за абеткою їхніх імен. У цих П. розповідається про випадки з життя мешканців пустелі Скиту (у Середньому Єгипті) і чудесах, ними чинених. Наприклад, один з ченців, за іменем Данило, не біжить, як інші, від напавших на монастир іновірних, але, відзначений за своє подвижництво благодаттю, зміг пройти повз них непоміченим.
Кілька оповідань об'єднані мотивом християнського вчення про тотожність поганських ідолів і демонів. П. розповідають про те, як Макарій Єгипетський, відправившись зі свого монастиря до найближчого міста, по дорозі ночує в одній із древніх гробниць, підклавши під голову кістку померлого. У кістках еллінів-язичників жили демони, що намагалися налякати Макарія страшними видіннями. Але, стійкий у вірі, він проганяє демонів. Відповідно до іншого оповідання, один з пустельників Фіваїдської пустелі, що був сином поганського жерця, бачив один раз у храмі збіговисько демонів на чолі із сатаною, що допитував їх про те, як вони спокушають християн.
Оповідання про бесівські бачення єгипетським пустельником стали предметом мистецтва епохи Відродження (наприклад, у творчості Ієроніма Босха).
Наприкінці VI ст. папа римський Григорій І написав твір за назвою «Діалоги про житіє і чудеса італійських батьків і про вічне життя душі». Це збірник повістей, відомий як Римський П., складається з 4-х книг. Він написаний у формі діалогу між Григорієм, що наводить приклади з життя подвижників, і архідияконом Петром, що постійно перериває оповідача питаннями. Жанр оповідань Римського П. близький до жанру згаданих грецьких П. Але особливою популярністю користувалася 4-та книга «Діалогів», у якій автор доводить існування загробного світу. Основна ідея вчення Григорія Великого полягає в тому, що, у залежності від стану душі людини на землі (абсолютна праведність, неповна праведність і гріховність), у загробному світі людина одержує або нагороду (рай), або відплату (мучення в пеклі) або ж їй надається можливість виправити свої гріхи, побувавши в пеклі і знову повернувшись до життя. Тому в переданих Григорієм історіях за душею праведника являються ангели в блискучих одягах, а грішників у смертну годину поїдають демони в образі зміїв; від труни праведника виходить пахощі; померлого ж грішника пожирають вогонь. Григорій описує випадки, коли померла людина повертається до життя і розповідає про побачені ним пекельні муки. Оповідання Римського П. дуже вплинули на середньовічну літературу, особливо на творчість Данте.
У Київській Русі П. відомі з кінця XI ст. і дістали широке поширення. Їхні мотиви простежуються, наприклад, у «Житії Теодосія Печерського». За зразком перекладних П. написаний П. Києво-Печерський. Оповідання з П. протягом багатьох століть переписувалися в різних морально-дидактичних збірниках.